# San Pedro Ahuatlampa
San Pedro Ahuatlampa är en ort i Mexiko.   Den ligger i kommunen Vicente Guerrero och delstaten Puebla, i den sydöstra delen av landet, 220 km öster om huvudstaden Mexico City. San Pedro Ahuatlampa ligger 2 576 meter över havet och antalet invånare är 103.
Terrängen runt San Pedro Ahuatlampa är huvudsakligen kuperad, men åt sydväst är den bergig. Runt San Pedro Ahuatlampa är det ganska tätbefolkat, med 149 invånare per kvadratkilometer. Närmaste större samhälle är Tehuacán, 18,1 km sydväst om San Pedro Ahuatlampa. Omgivningarna runt San Pedro Ahuatlampa är en mosaik av jordbruksmark och naturlig växtlighet.